# George Engelmann
George Engelmann (Francoforte sul Meno, 2 febbraio 1809 – Saint Louis, 4 febbraio 1884) è stato un botanico tedesco naturalizzato statunitense.